# لینکسیس
لینکسیس (انگلیسی: Linksys) شرکت سخت‌افزار آمریکایی است، که در سال ۱۹۸۸ تأسیس شد.